# Hiến pháp tháng Ba (Áo)
Hiến pháp Tháng Ba, Hiến pháp Tháng Ba bị áp đặt hay Hiến pháp Stadion (tiếng Đức:  Oktroyierte Märzverfassung hay Oktroyierte Stadionverfassung) là một hiến pháp "không thể huỷ bỏ" của Đế quốc Áo do Bộ trưởng Bộ Nội vụ Bá tước Stadion ban hành từ ngày 4 tháng 3 đến ngày 7 tháng 3 năm 1849 cho đến khi nó bị thu hồi bởi Chiếu chỉ đêm giao thừa (Silvesterpatent) của Hoàng đế Franz Joseph I vào ngày 31 tháng 12 năm 1851. Hiến pháp Stadion về bản chất là rất tập trung và nó cung cấp quyền lực rất lớn cho quốc vương, nó cũng đánh dấu cách thức cai trị của chủ nghĩa tân chuyên chế trong các lãnh thổ của nhà Habsburg. Nó đã thay thế Hiến pháp Kremsier của Nghị viện Kremsier. Tình trạng này sẽ kéo dài cho đến Chiếu chỉ Tháng 10 ngày 20 tháng 10 năm 1860 và Chiếu chỉ sau đó vào ngày 26 tháng 2 năm 1861.

## Hungary
Franz Joseph (thời điểm đó ông là Hoàng đế mới lên ngôi của Áo) từ chối chấp nhận những cải cách của đạo luật Tháng Tư ở Hungary. Ông ta còn tự ý "thu hồi" Luật tháng Tư. Đây là một hành động vi hiến bởi vì các đạo luật đã được ký bởi chú của ông là Vua Ferdinand và quốc vương không có quyền thu hồi các luật của quốc hội đã được ban hành. Hiến pháp tháng Ba đã giành lại quyền lực của nhà Habsburg sau những nhượng bộ trong các cuộc Cách mạng năm 1848. Hiến pháp đã được chấp nhận bởi Nghị viện Hoàng gia Áo, nơi Hungary không có đại biểu và theo truyền thống không có quyền lập pháp trong lãnh thổ của Vương quốc Hungary; mặc dù vậy, nó cũng cố gắng bãi bỏ Nghị viện Hungary (tồn tại với tư cách là cơ quan lập pháp tối cao ở Hungary từ cuối thế kỷ 12.) Hiến pháp mới của Áo cũng đi ngược lại với hiến pháp lịch sử của Hungary và thậm chí còn cố gắng vô hiệu hóa nó. Việc thu hồi Luật Tháng Tư ở Hungary và làm giảm lãnh thổ và địa vị truyền thống của Hungary trong Chế độ quân chủ Habsburg, thúc đẩy một cuộc đổi mới của Cách mạng Hungary. Vào ngày 7 tháng 3 năm 1849, một tuyên bố đế quốc được ban hành nhân danh hoàng đế Franz Joseph thiết lập một hiến pháp thống nhất trên toàn đế quốc, sự toàn vẹn lãnh thổ của Vương quốc Hungary bị bãi bỏ. Do đó, Hungary sẽ được quản lý bởi 5 quân khu, trong khi Thân vương quốc Siebenbürgen sẽ được tái lập.

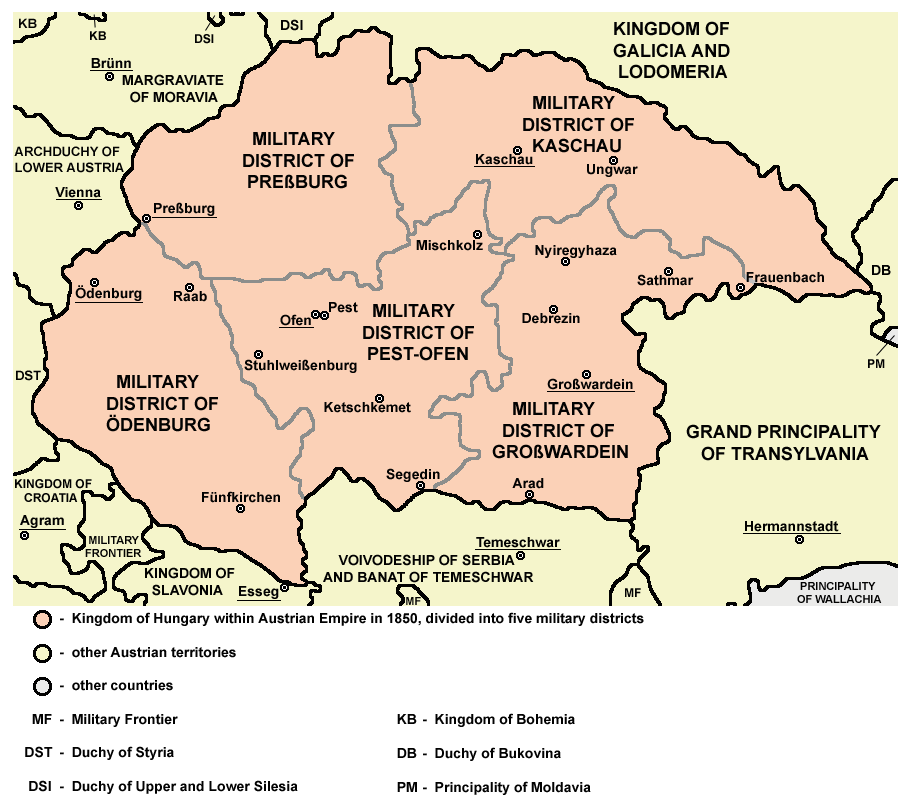
Hungary được chia thành năm quân khu, Siebenbürgen cũng bị tách ra. Lệnh được thực hiện vào năm 1850

Những sự kiện này đại diện cho một mối đe dọa hiện hữu rõ ràng đối với nhà nước Hungary.